# 海星中學校及高等學校 (長崎縣)
海星中學校及高等學校（日语：／）是位於日本長崎縣長崎市東山手町地區的私立完全中學。
該校棒球部在1960年代至1980年代期間曾是長崎縣內的常勝軍，在該期間內成為長崎縣代表參加全國高等學校棒球錦標賽共達15次。

## 歷史
學校為19世紀末來到長崎的法籍傳教士於1892年建立，最初名為的「海星學校」，設有小學部及中學部，1897年遷至現址，1903年成為實業學校後更名為「海星商業學校」，1911年再變更為舊制中學校後更名為「海星中學校」，1948年配合日本的學制更名為「海星中學校及高等學校」。